# 雅典 (密蘇里州)
雅典（英語：Athens）是位於美國密蘇里州克拉克縣的非建制地區。

## 歷史
雅典的郵局於1841年設立，其後於1922年停運。

## 地理
雅典所處的海拔為高於海平面186米（即610英呎），而該地所採用的時區為UTC-6，即北美中部時區（CST）。同時該地設有夏令時間，為UTC-6調快一小時，即UTC-5（CDT）。